# Podomyrma odae
Podomyrma odae é uma espécie de formiga do gênero Podomyrma, pertencente à subfamília Myrmicinae.